# Fridolin Anderwert

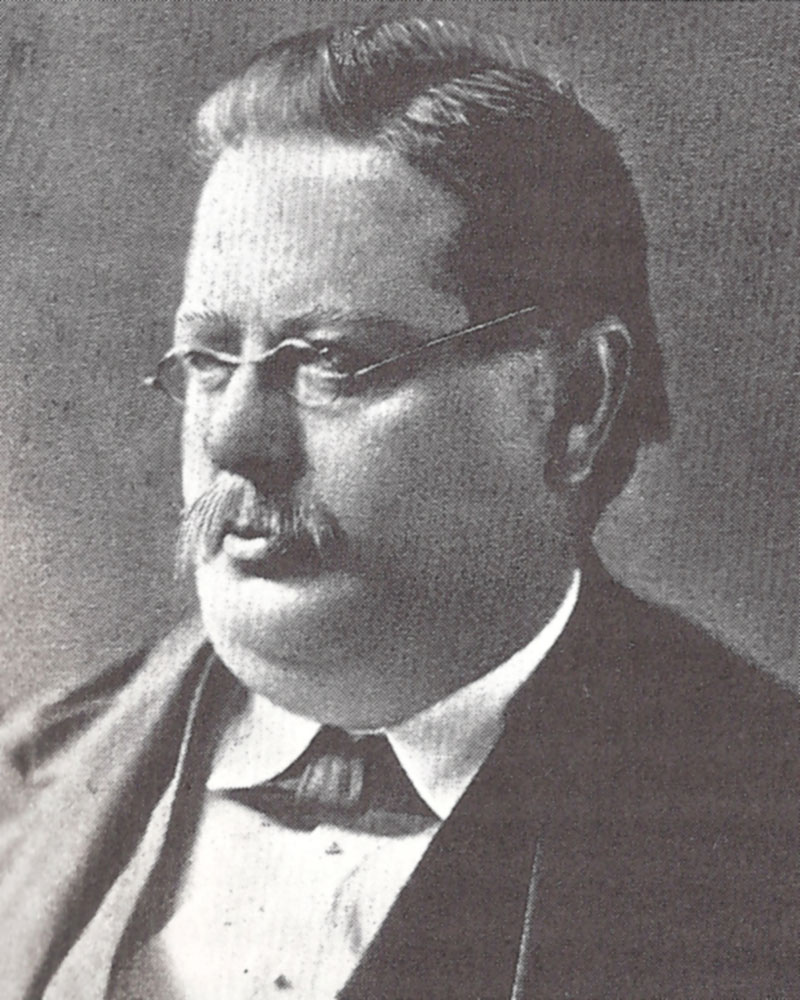
Fridolin Anderwert (1876)

Joseph Fridolin Anderwert (* 19. September 1828 in Frauenfeld; † 25. Dezember 1880 in Bern, heimatberechtigt in Emmishofen und Tägerschen; meist Fridolin Anderwert genannt) war ein Schweizer Politiker, Rechtsanwalt und Richter. Als langjähriges Mitglied von Parlament und Regierungsrat des Kantons Thurgau verwirklichte er mehrere politische Reformen. Auf Bundesebene war er im Nationalrat und im Bundesgericht tätig. 1876 wurde er als Vertreter der radikalen Fraktion (der heutigen FDP) in den Bundesrat gewählt, in seinem Amt als Justizminister gab er den Anstoss für die Schaffung des schweizerischen Obligationenrechts. Anderwert ist der bisher einzige Bundesrat, der im Amt durch Suizid aus dem Leben schied.

## Biografie

### Ausbildung
Anderwert entstammte einer angesehenen Politikerfamilie aus Emmishofen (heute ein Teil von Kreuzlingen), sein Vater Johann Ludwig Anderwert war von 1841 bis 1849 Regierungsrat des Kantons Thurgau. Nach seiner Schulzeit in Tägerwilen, Frauenfeld und Konstanz studierte er zunächst Geschichte und Philosophie an der Universität Leipzig. Anschliessend folgte das Studium der Rechtswissenschaft an der Ruprecht-Karls-Universität in Heidelberg und an der Friedrich-Wilhelms-Universität in Berlin. 1851 begann er in Frauenfeld als Rechtsanwalt zu arbeiten, von 1853 bis 1856 übte er das Amt eines Bezirksrichters aus.

### Kantonspolitik
Ab 1861 gehörte Anderwert dem Thurgauer Grossen Rat an. Zu Beginn wurde er noch von Eduard Häberlin gefördert, der damals die Thurgauer Politik fast nach Belieben beherrschte. Doch ab 1864 wandte sich Anderwert wegen dessen Ämterhäufung gegen ihn. Zusammen mit Adolf Deucher entwickelte er sich zu einem seiner erbittertsten Gegner. 1868 initiierte er die Revision der thurgauischen Kantonsverfassung, die direkt auf das «System Häberlin» abzielte. Anderwert war 1868/69 Präsident des Verfassungsrates und konnte zahlreiche Reformen durchsetzen. Dazu gehörten unter anderem die Volkswahl des Regierungsrates, die Gründung der Thurgauer Kantonalbank, die Aufhebung der konfessionellen Parität und die Unvereinbarkeit verschiedener Ämter. Mit der Annahme der neuen Kantonsverfassung durch das Volk im Jahr 1869 verlor Häberlin seine bisher fast uneingeschränkte Macht.
Im selben Jahr wurde Anderwert, damals Präsident des Grossen Rates, in den Regierungsrat gewählt und gehörte diesem bis 1874 an. Als Mitglied der Kantonsregierung war er für das Erziehungswesen zuständig; unter anderem erhöhte er die Löhne der Lehrer und schuf Fortbildungsschulen.

### Bundespolitik

#### Nationalrat
Bei den Parlamentswahlen 1863 zog Anderwert auch in den Nationalrat ein. Innerhalb der radikalen Fraktion positionierte er sich im linken Flügel. 1870/71 war er Nationalratspräsident und vereidigte in dieser Funktion Hans Herzog zum General während des Deutsch-Französischen Kriegs. Als Mitglied der Revisionskommission war Anderwert massgeblich an der Totalrevision der Schweizer Bundesverfassung beteiligt. Dabei trat er für die Rechtsvereinheitlichung, das fakultative Referendum und die Volksinitiative ein.
Während des Kulturkampfs vertrat Anderwert eine kompromisslos antipäpstliche Haltung. Er orientierte sich am Josephinismus und forderte den Vorrang des Staates vor der Kirche, Religionsfreiheit sowie ein Verbot von geistlichen Orden über die Jesuiten hinaus. Insbesondere das Unfehlbarkeitsdogma, das 1870 beim Ersten Vatikanischen Konzil verkündet worden war, missfiel ihm sehr. Er nahm im September 1871 am Katholikenkongress in Solothurn teil, an der sich die Versammlung auf seinen Antrag hin als «Schweizerischer Verein freisinniger Katholiken» konstituierte und sich von der römisch-katholischen Kirche lossagte. Der Verein bildete die Keimzelle der späteren Christkatholischen Kirche der Schweiz.
1872 war Anderwert zweimal Kandidat bei der Wahl um einen Sitz im Bundesrat. Am 12. Juli unterlag er im vierten Wahlgang dem Zürcher Johann Jakob Scherer. Fünf Monate später, am 7. Dezember, zog er gegen den seit 1848 amtierenden St. Galler Wilhelm Matthias Naeff den Kürzeren, der trotz zahlreicher Bedenken nochmals bestätigt wurde. Anderwert scheiterte daran, dass er bei der Totalrevision der Bundesverfassung für eine zentralistische Variante eingetreten war. 1874 wählte ihn die Bundesversammlung zum nebenamtlichen Bundesrichter, woraufhin er die Kriminalkammer präsidierte.
Die Bundesratswahlen vom 10. Dezember 1875 verliefen turbulent. Bei der Wahl des fünften Mitglieds unterlag Anderwert gleich im ersten Wahlgang dem gemässigten Glarner Joachim Heer, der sich mit 91 zu 60 Stimmen durchsetze. Im ersten Durchgang der Wahl des sechsten Mitglieds lag zunächst der Solothurner Bernhard Hammer, ein weiterer Zentrumsvertreter, mit 62 Stimmen vorne – zwei mehr als Anderwert. Dieser übernahm im zweiten Wahlgang mit 80 zu 78 Stimmen die Führung und setzte sich schliesslich im dritten Wahlgang mit 91 zu 78 Stimmen durch (Hammer schaffte die Wahl als siebtes Mitglied). Die Absicht der Radikalen, zwei ihrer Vertreter in den Bundesrat zu bringen, war somit vom Zentrum und den Konservativen durchkreuzt worden.

#### Bundesrat
Anderwert trat sein Amt am 1. Januar 1876 an und übernahm das Justiz- und Polizeidepartement. Da die Radikalen im Bundesrat nicht mehr die Mehrheit stellten, sah er sich gezwungen, seine Ansichten deutlich zu mässigen und vermehrt Kompromisse einzugehen. Er blieb seinen Überzeugungen treu, doch er stellte die Interessen des Landes und das geltende Recht über die Wünsche seiner Parteigänger. Als Anderwert zwei Jahre später den Rekurs eines abgewiesenen politischen Flüchtlings ablehnte, warfen ihn dogmatische Radikale und Demokraten sogar vor, er sei ein «Sozialistenfresser». Bei seiner Wiederwahl am 10. Dezember 1878 wurde er zwar im ersten Wahlgang bestätigt, aber nur relativ knapp mit 91 Stimmen.
Anderwerts wichtigstes Projekt als Justizminister war die Schaffung des schweizerischen Obligationenrechts. Bei dessen Beratung in den eidgenössischen Räten fand seine Leistung weitherum Anerkennung. Der zuständige Kommissionspräsident Rudolf Niggeler hielt fest, dass die Vorlage kein vollkommenes Werk sei, «aber doch das Beste […], was unter den jetzigen Umständen zu erreichen sei». Ende 1880 war das Gesetzeswerk im Wesentlichen durchberaten, sodass es 1883 in Kraft treten konnte.

### Todesumstände
Am 7. Dezember 1880 wurde Anderwert zum Bundespräsidenten für das Jahr 1881 gewählt. Unmittelbar darauf entbrannte in der Presse, u. a. im Nebelspalter, dem Andelfinger Volksblatt (siehe Andelfinger Zeitung#Geschichtsdaten der Verleger) und der Berner Tagwacht, eine gehässige Kampagne gegen ihn. Diese hatte vor allem die Essgewohnheiten des stark übergewichtigen Junggesellen im Visier, doch es wurden auch nie bewiesene Gerüchte verbreitet, er sei regelmässiger Gast von Bordellen. Einzelne Zeitungen schrieben, seine Wahl zum Bundespräsidenten sei eine Schande für die ganze Schweiz. Gezeichnet von Erschöpfung und Schlaflosigkeit nahm sich Anderwert am Weihnachtstag 1880 auf der Kleinen Schanze mit einem Pistolenschuss das Leben. Der einzige veröffentlichte Satz seines Abschiedsbriefes lautete: «Sie wollen ein Opfer, sie sollen es haben.» Es bildeten sich zwei Lager, die sich gegenseitig die Schuld an Anderwerts Suzid in die Schuhe zuschoben. Die einen machten allein die Presse dafür verantwortlich, die anderen wiesen auf das Ergebnis der Obduktion hin. Gemäss dieser hatte eine bedeutende Herzvergrösserung die Gesundheit des psychisch angeschlagenen Bundesrates stark angegriffen, was vermutlich schwere Depressionen ausgelöst habe.